# L8020乳酸菌
L8020乳酸菌（エルはちまるにまるにゅうさんきん、ラクトバチルス・ラムノーザスKO3株、Lactobacillus rhamnosus KO3）は、乳酸菌の一種であるラクトバチルス属ラムノーザスの株の一つである。広島大学大学院の二川浩樹教授が、歯周病・むし歯になったことのない健康的な子どもの口の中から発見した。

## 概要
歯周病菌・むし歯菌の発育を阻止する制菌効果のある乳酸菌の一種で、ヒトの口腔内から5種類の歯周病菌・むし歯菌・カンジダ菌を効果的に抑制し、口腔内環境を健康に保つことができる。
満80歳で自分の歯を20本以上保ってほしいという思いを込めて、L8020乳酸菌と名付けられた。
L8020乳酸菌関係の特許製品の研究、開発、製造、販売及び技術移転などはキャンパスメディコが行っている。
L8020乳酸菌を機能性関与成分とした機能性表示食品は販売されており、当該の商品では、「本品にはラムノーザス菌Ｌ８０２０株（ラクトバチルス　ラムノーザスＫＯ３株）を含みますので、口腔内環境を良好に保つ働きを助ける機能があります。」と表示している。

## 検証実験
広島大学大学院医歯薬学総合研究科の二川浩樹教授らの検証実験では、学生50人が2週間にわたって昼食後にヨーグルトを食べ、菌の抑制具合を調査した。「８０２０ヨーグルト」で作ったヨーグルトを食べたグループで2週間後、唾液中のむし歯菌は平均83%減少し、4種類の歯周病菌も40~95%減ったという。一般的なヨーグルトでは、むし歯菌が38%減ったものの、3種類の歯周病菌は増殖していた。

### 歯周病菌への検証結果
9.7×10⁷個の歯周病菌を満たしたシャーレに、L8020乳酸菌入水溶液10mlを30 秒間接触させたところ、歯周病菌が99.9%以上減少。

### むし歯菌への検証結果
8.4×10⁶個のむし歯菌を満たしたシャーレにL8020乳酸菌入水溶液10mlを30分間接触させたところ、むし歯菌が99.9%以上減少。
しかし、乳酸菌自体が糖を分解し乳酸を生成することで口内を酸性にし、エナメル質の脱灰を引き起こし虫歯の原因となる点には注意が必要である。